# 尖齿翠雀花
尖齿翠雀花（学名：Delphinium nordhagenii var. acutidentatum）为毛茛科翠雀属下的一个变种。叶质地较厚，近革质，牙齿较小，三角形，顶端尖。生于海拔4700米一带多石砾山坡。

## 扩展阅读
- 維基物種上的相關：尖齿翠雀花